# Sharktopus
Série
Sharktopus vs. Pteracuda
(2014)
Pour plus de détails, voir Fiche technique et Distribution.
Sharktopus est un téléfilm américain réalisé par Declan O'Brien et diffusé le 25 septembre 2010  sur Syfy. En France, la distribution du film est effectuée par Program Store.
Le titre est un mot-valise formé sur l'anglais shark (requin) et octopus (pieuvre).

## Synopsis
La société Blue Water, dirigée par Nathan Sands, crée pour l'US Navy une arme de guerre terrible : un hybride mi-requin mi-pieuvre, le sharktopus (alias S-11). Au cours d'une démonstration à Santa Monica, le sharktopus s'échappe et commence à dévorer les vacanciers sur la plage avant de parvenir à Puerto Vallarta, où il continue sur sa lancée.
Blue Water ré-embauche Andy Flynn, play-boy aux prétentions salariales démesurées, pour capturer le sharktopus.
Pendant ce temps, la journaliste Stacy Everheart mène l'enquête pour la télévision.

## Fiche technique
- Titre original et français : Sharktopus
- Réalisation : Declan O'Brien
- Scénario : Mike MacLean
- Décors : Ann Rowley
- Photographie : Santiago Navarrete
- Montage : Vikram Kale et Karen Smalley
- Musique : Tom Hiel
- Production : Julie Corman (en), Roger Corman, Robert James Roessel
- Société de production : New Horizons Pictures
- Pays d'origine : États-Unis
- Format : Couleurs - 1,78:1
- Genre : horreur, science-fiction
- Durée : 86 minutes
- Date de diffusion : 25 septembre 2010 sur Syfy
- Avis au public : interdit aux moins de 12 ans

## Distribution
- Eric Roberts : Dr Nathan Sands, directeur de Blue Water
- Kerem Bürsin (tr) : Andy Flynn
- Sara Malakul Lane : Nicole Sands, fille de Nathan Sands, biomécanicienne
- Héctor Jiménez : Bones, le cameraman
- Liv Boughn : Stacy Everheart, la journaliste
- Julian Gonzalez Esparza : Santos
- Blake Lindsey : Pez
- Peter Nelson (en) : commander Cox
- Maija Markula : Bree
- Megan Barkley : Lisa
- Mary Corman : sauteur à l'élastique
- Kyle Trainor : étudiant
- Lindsay Conklin : fille en bikini sur la plage
- Roger Corman : le voyeur / vagabond sur la plage (caméo, non crédité)
- Greg Norte : Gordon
- Blanca Ponce : Maria
- Anna Marie Laurita : jeune mère
- Jack Hzte : fils
- Veronica Nava Honc : danseuse
- Rob Donohoe : Mark
- Brian Sheeran : Josh
- Adrian De Leon : Walt, peintre du Queen Mary 2
- Patrick Lacho : Gus, peintre du Queen Mary 2
- Adriana Robin : professeur de yoga
- Patrick Pryor : technicien de la salle de contrôle
- Richard Miller : agent de sécurité
- Shandi Finnessey : Stephie
- Ralph Garman (en) : capitain Jack

## Musique
- La chanson-titre, Sharktopus, est interprétée par The Cheetah Whores[2].

## Accueil
Le téléfilm a été vu par environ 2,5 millions de téléspectateurs lors de sa première diffusion.

## Autour du film
- Les effets spéciaux ont été réalisés par Dilated Pixels.
- On entend un cri Wilhelm au moment où le sharktopus dévore le second jeune homme qui joue au ballon sur la plage (31 min 15 s).

### Suite
Une suite intitulée Sharktopus vs. Pteracuda est sortie en 2014.